# Грамші
Грамші (алб. Gramshi) — місто у центральній Албанії, яке межує на сході з Поградецом. Населення за переписом 2011 року — 8440.
Місто пов'язане з Ельбасаном, Корчею, Поградецом, Скрапаром, Лібраждом і Бератом. Грамші перетинає річка Девол.

## Етимологія
Під час османського періоду, але до албанської Декларації незалежності у 1912 році, воно було відоме як Grameç у Туреччині.

## Історія
Грамші було заселено з давніх часів, що підтверджується археологічними знахідками у кургані Cëruja. У середні віки, район був у володіння князя Георгія Аріаніті. Під час османського панування воно було казою у межах санджаку Ельбасан і вілайєтом Монастір. З 1912 по 1947 місто було центром однойменної області. За новим адміністративним поділом воно стало центром округу Грамші, у якому були розміщені різні державні установи. Грамші отримало статус міста 10 липня 1960, з 1965 року — муніципалітет.

## Економіка
У місті був розташований один з головних заводів військової техніки у комуністичну епоху. Будівництво Деволської ГЕС почалося у 1980 році, однак, не було завершено через смерть комуністичного лідера Енвера Ходжі і початок перехідного періоду до 1990-х років, який завершився поваленням цієї системи.

## Спорт
Футбольний клуб KF Gramshi.

## Відомі люди
- Архітектор Касемі, відомий архітектор XVI століття
- Ісмаїл Кемалі Грамші, підписант албанської Декларації незалежності